# Havoc Pennington
Robert Sanford Havoc Pennington (* asi 1976?) je programátor. Svou slávu ve světě open source software si získal prací na projektech GNOME, Metacity, GConf, D-Bus a dalších. Byl jedním z hlavních vývojářů Debian GNU/Linux. V roce 2000 založil freedesktop.org. Po promoci v roce 1998 na University of Chicago byl až do roku 2008 zaměstnaný ve společnosti Red Hat jako desktop manager.